# Кадиешвили, Гугули Александровна
Гугули Александровна Кадиешвили (1925 год, село Шрома, Озургетский уезд, ССР Грузия) — чаевод колхоза имени Орджоникидзе Махарадзевского района, Грузинская ССР. Герой Социалистического Труда (1973).

## Биография
Родилась в 1925 году в крестьянской семье в селе Шрома Сигнахского уезда (сегодня — Озургетский муниципалитет). Трудовую деятельность начала в годы Великой Отечественной войны на чайной плантации колхоза имени Орджоникидзе Махарадзевского района.
Ежегодно показывала высокие результаты в чаеводстве. За выдающиеся трудовые достижения по итогам работы в 1950 году награждена Орденом Трудового Красного Знамени. За досрочное выполнение личных социалистических обязательств в годы Семилетки (1959—1965) была награждена Орденом Ленина и за годы Восьмой пятилетки (1966—1970) — вторым Орденом Трудового Красного Знамени. Неоднократно участвовала во Всесоюзной выставке ВДНХ.
Досрочно выполнила личные социалистические обязательства Девятой пятилетки (1971—1975), собрав за первые два года пятилетки 25700 килограмм чайного листа на участке площадью 0,8 гектара вместо запланированных 20 тысяч килограмм. В 1973 году собрала 12,6 тысяч килограмм высокосортного чайного листа с той же площади. Указом Президиума Верховного Совета СССР от 12 декабря 1973 года удостоена звания Героя Социалистического Труда за «большие успехи, достигнутые во Всесоюзном социалистическом соревновании, и проявленную трудовую доблесть в выполнении принятых обязательств по увеличению производства и продажи государству зерна, чайного листа и других продуктов земледелия в 1973 году» с вручением ордена Ленина и золотой медали «Серп и Молот» (№ 15401).
После выхода на пенсию проживала в родном селе Шрома Махарадзевского района.
Награды
- Герой Социалистического Труда
- Орден Ленина — дважды (02.04.1966; 1973)
- Орден Трудового Красного Знамени — дважды (23.07.1951; 08.04.1971)
- Медали ВСХВ/ ВДНХ